# Ion Ionescu de la Brad
Ion Ionescu de la Brad (ur. 1819, zm. 1891) – rumuński agronom i ekonomista, profesor uniwersytetu w Jassach. Był pionierem modernizacji rumuńskiego rolnictwa oraz rozwoju nowoczesnych nauk rolniczych w Rumunii. Był jednym z organizatorów rumuńskiej reformy rolnej z 1864 r. Należał do Akademii Rumuńskiej. 